# Centralny Bank Kenii
Centralny Bank Kenii (sua. Benki Kuu ya Kenya) – kenijski bank centralny z siedzibą w Nairobi, założony w 1966 roku Ustawą Parlamentu o Centralnym Banku Kenii z 1966. Według art. 231 nowej Konstytucji Kenii z 2010 roku, do zadań Centralnego Banku Kenii należy formułowanie polityki pieniężnej, promowanie stabilności cen, emisja pieniądza oraz inne zadania nałożone odrębną ustawą. W art. 231 Konstytucji wskazane jest także, że banknoty i monety emitowane przez Centralny Bank Kenii mogą być oznaczone grafikami związanymi z lub symbolizującymi Kenię, jednak nie mogą być one portretami żadnych osób.
Według Ustawy o Centralnym Banku Kenii z 1966 roku, do zadań Centralnego Banku Kenii należy:
- formułowanie i wdrażanie polityki pieniężnej celem osiągnięcia i utrzymania stabilności cen
- wspieranie płynności, wypłacalności i odpowiedniego funkcjonowania systemu finansowego
- wspieranie polityki gospodarczej rządu w sprawach polityki pieniężnej i systemu finansowego
- formułowanie i wdrażanie zagranicznej polityki walutowej
- utrzymywanie i zarządzanie rezerwami walutowymi
- wydawanie licencji i nadzór nad dealerami walutowymi
- formułowanie i wdrażanie polityki promującej efektywność ustanawiania, regulacji i nadzoru nad systemami clearingowymi, rozrachunkowymi i płatniczymi.
- pełnienie roli bankiera i doradcy rządu
- emisja pieniądza

## Struktura organizacyjna
Na czele Centralnego Banku Kenii stoi Prezes, pełniący rolę CEO banku, którego wraz z jego dwoma zastępcami nominuje Prezydent kraju po zaakceptowaniu przez rząd. Zarówno Prezes, jak i jego zastępcy są powoływani na czteroletnią kadencję z możliwością ponownego powołania na kolejną kadencję jeden raz.

### Lista Prezesów Centralnego Banku Kenii[5]
- Leon Barański (maj 1966 – maj 1967)
- Duncan Ndegwa(inne języki) (maj 1967 – grudzień 1982)
- Philip Ndegwa(inne języki) (grudzień 1982 – styczeń 1988)
- Eric Kotut(inne języki) (styczeń 1988 – lipiec 1993)
- Micah Cheserem(inne języki) (lipiec 1993 – kwiecień 2001)
- Nahashon Nyagah(inne języki) (kwiecień 2001 – marzec 2003)
- Andrew Mullei(inne języki) (marzec 2003 – marzec 2007)
- Njuguna Ndung’u(inne języki) (marzec 2007 – marzec 2015)